# السرير (أمزرو)
السرير هو دُوَّار يقع بجماعة تامكروت، إقليم زاكورة، جهة درعة تافيلالت في المملكة المغربية. ينتمي الدوّار لمشيخة أمزرو التي تضم 6 دواوير. يقدر عدد سكانه بـ 76 نسمة حسب الإحصاء الرسمي للسكان والسكنى لسنة 2004.

## روابط خارجية
- البوابة الوطنية للجماعات الترابية
- المندوبية السامية للتخطيط